# Julia Catherine Beckwith
Julia Catherine Beckwith (10 de marzo de 1796-28 de  noviembre de 1867) fue una escritora canadiense acreditada como la primera novelista de Canadá.

## Primeros años
Nacida en Fredericton en Nuevo Brunswick, pasó gran parte de su vida en Nueva Escocia y Quebec. Su madre, Julie-Louise Le Brun, hija de Jean Baptiste Le Brun de Duplessis, procedía de una rica familia francesa que emigró a Canadá en los siglos XVII y XVIII. El padre de Beckwith, Nehemiah Beckwith (U. E. L.), era de Nueva Inglaterra y se estableció en New Brunswick en 1780, donde fue propietario de una exitosa empresa de construcción naval.  Fue a través de sus viajes a Quebec y Nueva Escocia que incorporó sus experiencias a través de sus novelas. Dos años después de Beckwith escribiera su novela, su padre murió en un accidente por ahogamiento; en 1820 fue enviada para vivir en Alto Canadá (Kingston) con su familia donde  establezca donde establecería un internado para niñas y conocería y luego se casaría con George Henry Hart (entre 1822–1824).

## Carrera
La madre de Beckwith había renunciado su fe católica y compartía los puntos de vista metodistas de su marido; sin embargo, fue el trasfondo religioso de su madre el que proporcionaría el tema de su primera novela St Ursula's Covent (o La monja de Canadá) a la edad de diecisiete años.
Beckwith tardó más de diez años en encontrar a alguien que publicara su obra.  En 1824, Hugh C. Thomson aceptó publicar St. El convento de Ursula o la Monja de Canadá; Conteniendo Escenas de Vida Real, así como Beckwith deseaba, como un autor anónimo.  Sin embargo, sólo se hicieron 165 copias. Después que la novela romántica de Beckwith fuera criticada como "demasiado complicada", casi todos los ejemplares se perdieron.
Más tarde, Beckwith y su marido se mudaron a Estados Unidos donde escribiría su segunda novela Tonnawanda ; o, El Hijo Adoptado de América ; una Historia india y estuvo publicada en Rochester, N.Y., cuando "Por un americano."  En 1831 Beckwith, junto con su marido y seis niños se mudaron de nuevo Fredericton, donde  escribiría su tercera novela en manuscrito Edith (o La perdición) que nunca se publicó.
Después de regresar a Fredericton, Nuevo Brunswick, seis años más tarde el 28 de noviembre de 1867, Julia Catherine Beckwith murió en la edad de 71 años.

## Reconocimiento Póstumo
Aun así, no fue reconocida sino hasta finales del siglo cuando la escritura canadiense ganó interés. En 1904, bibliotecario en jefe de la Biblioteca Pública de Toronto, James Bain, obtuvo una copia de El convento de Santa Úrsula en una subasta para $8.00. Sólo otras cinco copias han sido descubiertas: una en la Biblioteca de Congreso en Washington, y las otras en el Biblioteca y archivos nacionales de Quebec, Universidad Brock y la Universidad de Nuevo Brunswick, además de una copia parcial reside en la biblioteca de la Universidad de McGill.

## Vida personal
Se casó con George Henry Hart en Kingston, Ontario el 3 de enero de 1822.